# Lemberg (centrum wystawiennicze)
Centrum wystawiennicze „Lemberg” (ukr. Виставковий центр „LEMBERG”) – największe w zachodniej części Ukrainy centrum wystawiennicze znajdujące się we Lwowie, w rejonie szewczenkowskim, w dzielnicy Zboiska przy ulicy Bohdana Chmielnickiego 176.

## Nazwa
Inwestorzy nadając nazwę „Lemberg” powołali się na dawną nazwę miasta, która oficjalnie obowiązywała w okresie rządów monarchii austro-węgierskiej w latach 1772-1918. Lokalizując centrum we Lwowie chcieli nawiązać do wielowiekowej tradycji kupieckiej miasta oraz strategicznego z punktu handlowego położenia miasta. 

## Dane statystyczne
Powierzchnia centrum wystawienniczego wynosi 19 tysięcy metrów kwadratowych, z czego 7 tysięcy to powierzchnia w budynku i 12 tysięcy na terenach go otaczających. Otwarcie miało miejsce 26 lutego 2008. Docelowo powierzchnia ta ma wzrosnąć do 30 tysięcy metrów. Wnętrze budynku pozwala na dowolną aranżację powierzchni handlowo-wystawienniczej, w ciągu pierwszych dwóch lat działalności odbyło się tu 68 imprez z udziałem międzynarodowych producentów i wystawców. 